# Отдельный корпус морской охраны Украинской державы
Отдельный корпус морской охраны (О.к.м.о. Укр.д., укр. Окремий корпус морської охорони) — воинское соединение вооружённых сил Армии Украинской державы 23 мая - не позднее 14 декабря 1918 года во время Гражданской войны в России.

## Предыстория
1918 год
После 29 апреля началось создание нового государства Украинского государства (укр. Української держави).
Сухопутную границу страны на западе Украинского государства должен был охранять Отдельный корпус пограничной охраны, а южную морскую границу - Отдельный корпус морской охраны.
В западной части Херсонской губернии Днестровская пограничная бригада Отдельного корпуса пограничной охраны охраняла сухопутную границу на западе Херсонской губернии до стыка с побережьем Чёрного моря, а далее от западной сухопутной границы по побережью размещались береговые морские подразделения и воинские части.
Все основные сухопутные и морские учреждения Украинского государства находились в г.Одессе (уездный город Одесского уезда Херсонской губернии. Херсонскую губернию и саму Одессу занимала и контролировала всю жизнь в ней армия Австро-Венгерской империи.

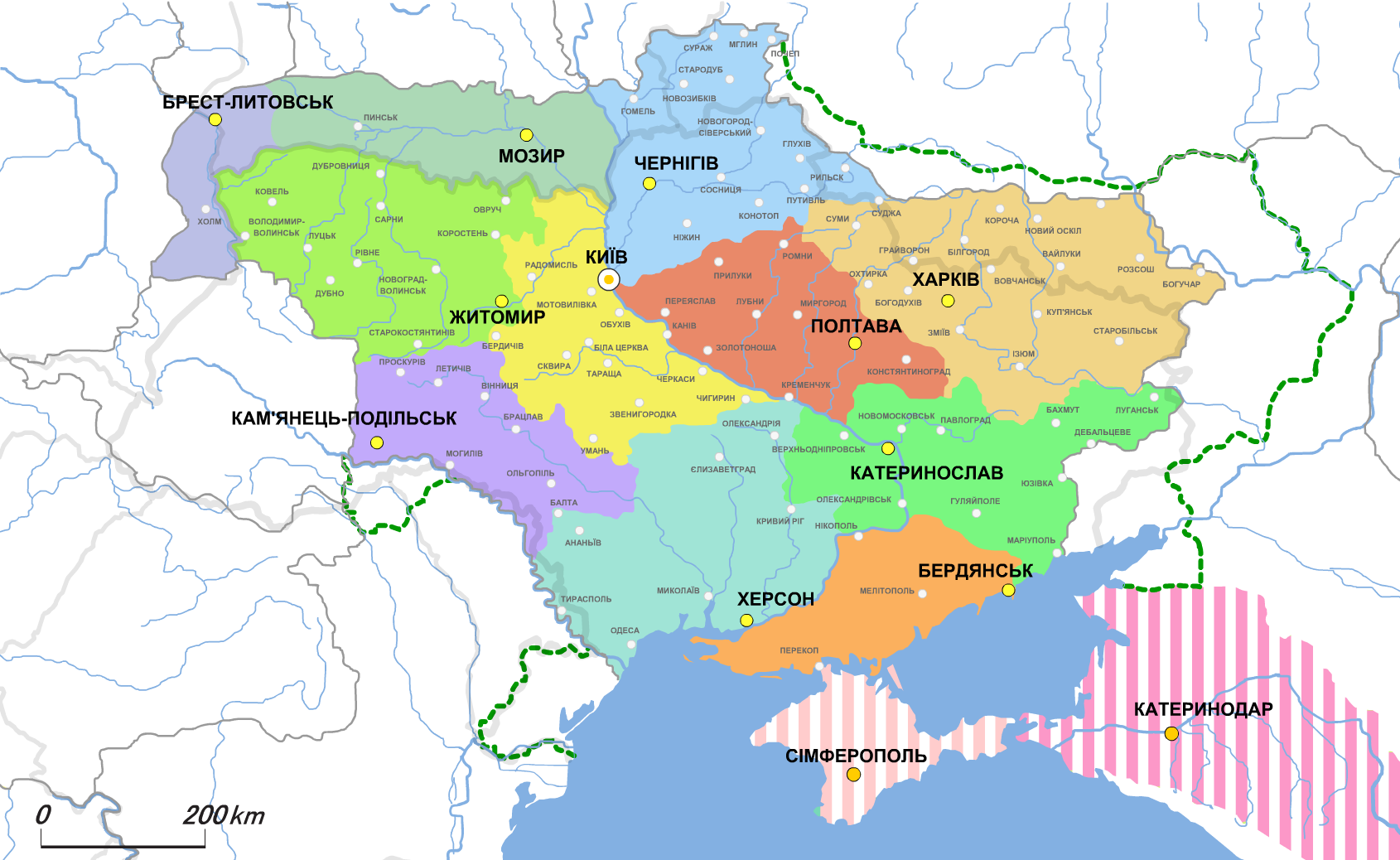
Административно-территориальное деление. Зелёная пунктирная линия — территориальные претензии.

1 мая Товарищем морского министра назначен капитан 1 ранга Семён Овод. Он же занимал должность Начальника Главного морского штаба (что примечательно занимал её с 28 апреля ещё в армии У.Н.Р.) С.Овод сохранял должность Начальника Главного морского штаба до 31 мая.
3 мая Товарищем морского министра назначен капитан 1 ранга Николай Лаврентьевич Максимов (был в должности 3 мая — 10 октября).
4 мая был сформирован Совет министров Украинской Державы. Морское министерство не являлось самостоятельным министерством, а вошло в состав Военного министерства. Должность Морского министра осталась вакантной. Товарищем (совр. Заместителем) морского министра оставался капитан первого ранга Н. Л. Максимов. При вакантной должности Морского министра он исполнял обязанности министра. Н.Л. Максимов ещё в армии У.Н.Р. 6 месяцев занимался вопросами флота.

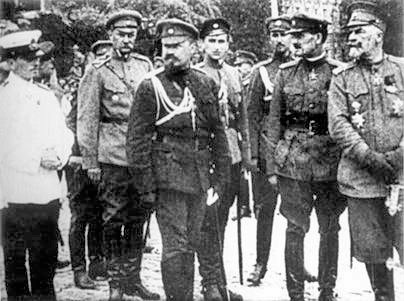
Служащие военного министерства Украинской Державы — полковник Николай Лаврентьевич Максимов (крайний слева, в белой форме) и военный министр генеральный бунчужный
Александр Францевич Рагоза (крайний справа).

Руководство военного ведомства начало привлекать на службу адмиралов, генералов и офицеров ранее служивших в Российской Императорской Армии и Революционной армии свободной России и служащих Российской империи и Республики России.
10 мая Военное министерство создало комиссию по реформированию морского ведомства. Начальником комиссии был назначен вице-адмирал А. Покровский, который занимал должность начальника портов Чёрного моря. Итогом работы комиссии стало решение оставить ведомство в составе военного министерства, не выделяя его как отдельное министерство.
20 мая начальник портов Чёрного моря вице- адмирал А. Покровский и старший лейтенант Деменко обратились к товарищу морского министра капитану 1-го ранга Н.Л. Максимову с просьбой утвердить военно-морской «андреевский» флаг России в качестве кормового флага Украины. Н.Л. Максимов согласился и утвердил «андреевский» флаг.

## История
23 мая гетман Украины и Верховный Воевода Украинской Армии и Флота П. П. Скоропадский издал Указ по Морскому ведомству о морской охране вдоль линии побережья Чёрного моря, о начале формирования Бригады морской пехоты в составе трёх полков для несения службы по линии морского побережья и в военно-морских крепостях, а в военное время и для проведения десантных операций.
Военные моряки носили погоны, кокарды, нашивки, установленные приказами Временного Правительства от 16.04.1917 ч. 125 и 21.04.1917 ч. 150.
30 мая правительством издан Закон, которым была утверждена Присяга на верность Украинскому Государству, и Закон о военной подсудности. Военнослужащие начали принимать присягу.
31 мая Начальник Главного морского штаба капитан 1 ранга С. Овод освободил должность.
1 июня Начальником Главного морского штаба назначен капитан 1 ранга Юрий Свирский (1 июня — 15 ноября).
2 июня Украинскую Державу признала Германская империя.
6 июня командиром 2-й батареи корпуса назначен Сухоцкий И. И. (6 июня — ноября 1918).
15 июля приказом № 166/28 по Морскому главному штабу был издан Закон об униформе. Началось изготовление нового вещевого имущества.
16 июля гетман П. П. Скоропадский издал указ о военно-морском флаге, созданном геральдической комиссией на основе флагов германских и британских флотов, но с учетом украинских морских традиций, а приказом от 18 июля № 192/44 по Морскому ведомству новый образец военно-морского флага он распространён на флот.
24 июля Совет министров (укр. Рада министров) государства принял Закон о всеобщей войсковой повинности и утвердил План организации армии, подготовленный Генеральным штабом. Территория государства была поделена на корпуса-округа в соответствии с административным делением. В Херсонской губернии формировался 3-й Одесский корпус-военный округ.
1 августа утверждён Закон о политическо-правовом положении служащих Военного ведомства, который запрещал им быть в составе и брать участие в работе каких-либо кружков, товариществ, партий, комитетов, союзоф и иных организаций, имеющих политический характер.
Система морской охраны в соответствии с указом от 23.05.1918 года делилась на три части. Комиссией по реформированию Морского ведомства под руководством вице-адмирала А. Покровского был разработан план дислокации частей будущего Отдельного корпуса морской охраны северо-западного района Чёрного моря. Система охраны побережья делилась на 3 района морской охраны: первый район — от западной границы Украинского Государства до Сычавки (населённый пункт восточнее г. Одессы) по территории Одесского уезда Херсонской губернии; второй район — от г. Очакова Одесского уезда Херсонской губернии до г. Николаева по территории Херсонского уезда Херсонской губернии; третий район — от г. Николаева до г. Херсона Херсонского уезда Херсонской губернии
и далее за рекой Днепр уже по оккупированной Украинским государством территории Таврической губернии до г. Перекопа Перекопского уезда Таврической губернии.
- 1 Александрийский, г. Александрия
- 2 Ананьевский, г. Ананьев

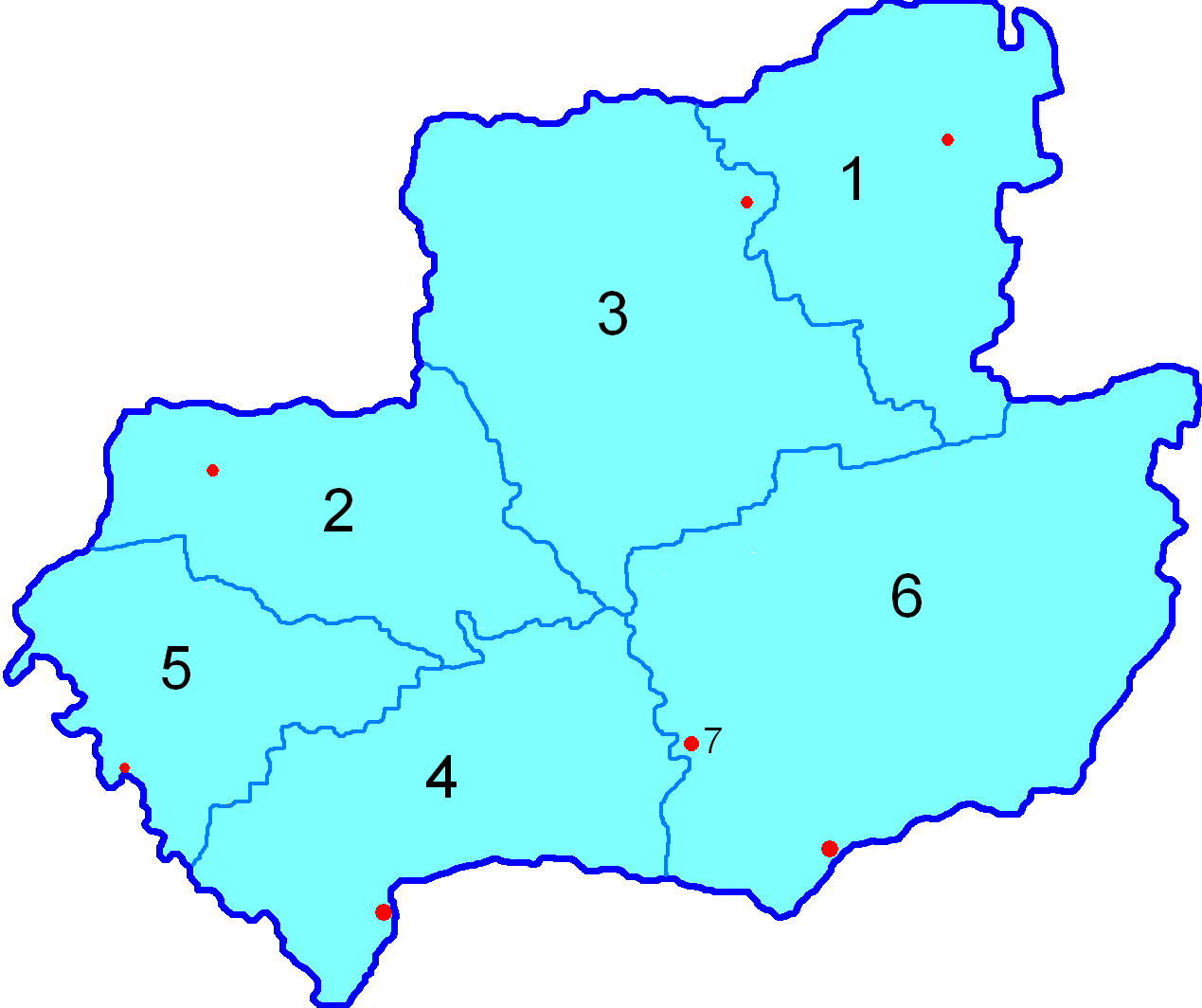
Административное деление Херсонской губернии

- 3 Елисаветградский, г. Елисаветград
- 4 Одесский, г.Одесса
- 5 Тираспольский, г.Тирасполь
- 6 Херсонский, г.Херсон
- 7 Николаевское градоначальство, г. Николаев

Командир 3-го Херсонского корпуса-округа получал значительное усиление своих войск в Причерноморье.
31 августа издан приказ по Морскому ведомству о полной дислокации частей береговой обороны Чёрного моря и побережья юго-западного района.
1-й район морской охраны занимал 1-й отдел береговой обороны Корпуса морской охраны от западной границы Украинского Государства до Сычавки (населённый пункт восточнее г. Одессы)
Гарнизон г. Одессы:
- Из состава Отдельного корпуса морской охраны всего в городе около 300 человек:

- Управление корпуса,
- Штаб 1-го отдела морской охраны,
- Штаб 1-го полка морской пехоты,
- 1-й эскадрон морской кавалерии,
- два инженерных взвода: Телеграфный взвод и Телефонный взвод морской пехоты.

- Из состава 3-го Херсонского корпуса

- Управление корпуса
- Управление 5-й пешей дивизии
- 14-й пеший Поморский полк 5-й пешей дивизии
- 15-й пеший Одесский полк 5-й пешей дивизии
- 3-й авиадивизион (см.Авиация Украинской державы)

2-й район морской охраны занимал 2-й отдел береговой обороны Корпуса морской охраны от Очакова до Николаева
Гарнизон г.Очакова:
- Из состава Отдельного корпуса морской охраны всего в городе около 800 человек:

- 3-й батальон 2-го полка морской пехоты,
- 1-й артиллерийский батальон (три тяжелых артиллерийских батареи, 12 орудий),
- 2-й эскадрон морской кавалерии,
- Сапёрная полурота,
- Мотоциклетная команда.

Гарнизон г. Николаева:
- Из состава Отдельного корпуса морской охраны всего в городе около 1200 человек:

- Штаб 2-го отдела морской охраны,
- 1-й и 2-й батальоны батальоны 2-го полка морской пехоты,
- 2-й артиллерийский батальон (две батареи по 4 орудия, всего 8 орудий),
- два инженерных взвода: Телеграфный и Телефонный взводы морской пехоты.

- Из состава 3-го Херсонского корпуса

- Управление 6-й пешей дивизии
- 18-й пеший Запорожский полк 6-й пешей дивизии

3-й район морской охраны занимал 3-й отдел береговой обороны Корпуса морской охраны от Николаева до Херсона и далее до Перекопа
Гарнизон г.Херсона, губернский город Херсонской губернии:
- Штаб 3-го отдела морской охраны,
- Штаб и батальоны 3-го полка морской пехоты.

Гарнизон г.Перекопа, уездный город Перекопского уезда Таврической губернии:
- 3-й эскадрон морской кавалерии.

31 августа издан приказ по Морскому ведомству Товарищем морского министра капитан 1 ранга Максимов, запрещавший носить погоны, кокарды, нашивки, установленные приказами Временного Правительства от 16.04.1917 ч. 125 и 21.04.1917 ч. 150. и предлагааший с 10 сентября строго придерживаться формы одежды, объявленной в приказе по Морскому Ведомству от 15 июля этого года под ч. 166. Все начальники должны были строго следить за исполнением настоящего указания.
Жестяная кокарда для головного убора для козаков (матросов и унтер-офицеров) представляла собой круглую золотую выпуклую «звезду», диаметром 27 мм, на которую накладывался покрытый голубым цветом эмалированный кружок диаметром 18 мм с золотым ободком и гербом Украинского государства. Кокарда была индентична общеармейской кокарде. Для подстаршин и старшин (офицеров и адмиралов) на кружке вместо герба размещался золотого цвета якорь, а герб располагался над «звездой». Герб см. в статье Украинская держава. Вокруг всего располагался золотистого цвета лавровый венок, переплетённый внизу лентой с голубыми кантами.
Воинские знаки различия на повседневной форме были на погонах и нашивались золотистым галуном на рукава. Летняя выходная старшинская форма одежды была белого цвета, к ней прилагались серебристого цвета аксельбанты; нарукавные знаки различия при ней отсутствовали, только погоны.
Военная форма козаков флота наследовала российские и европейские образцы, была белого и тёмно-синего цвета. Гюйс имел две (синюю и белую) полоски вокруг. Ремень был белого цвета с латунной бляхой. На повседневной форме погон не было, а были только нарукавные знаки отличия, погоны были на шинелях.
В октябре на службу в ряды армии должны были быть призваны новобранцы 1899 года рождения, однако, из-за внутренних и внешних факторов политической ситуации осенью 1918 года набор призывников был отложен на более позднее время.
9 ноября Германская империя революционными гражданами провозглашена республикой. (см. Ноябрьская революция в Германской империи) Для правительства Украинской державы это событие предвещало ослабление власти.
11 ноября завершилась Первая мировая война. Германская империя прекратила существование в результате Ноябрьской революции. По заключённому Германии со странами Антанты перемирию германские войска должны были оставить территорию Республики России и Украинского государства.
12 ноября приказом № 594/288 адмирал А. Покровский был назначен министром морских дел Украинского государства, а контр-адмирал Клочковский был назначен временным командующим всех морских сил.
14 ноября гетман П. П. Скоропадский объявил Акт федерации, которым он обязывался объединить Украину с будущим (небольшевистским) российским государством.
16 ноября началось восстание повстанческого движения и поддержанное восставшими войсками Украинского государства под командованием С. В. Петлюры возглавленное Директорией УНР против правительства Украинского государства. Гражданская война на Украине сметала ещё одну власть.
16 ноября в Чёрное море вошёл объединенный флот стран Антанты.
26 ноября французская эскадра Антанты заняла Одессу.
13 декабря гетман П. П. Скоропадский издаёт последний приказ по морскому ведомству.
После непродолжительной «Украинской гражданской войны 16 ноября — 14 декабря», 14 декабря гетман П. П. Скоропадский отдал приказ о демобилизации защитников Киева и отрёкся от власти.